# Epfenbach
Epfenbach est une commune d'Allemagne, situé au sud-est de Heidelberg dans le Bade-Wurtemberg.

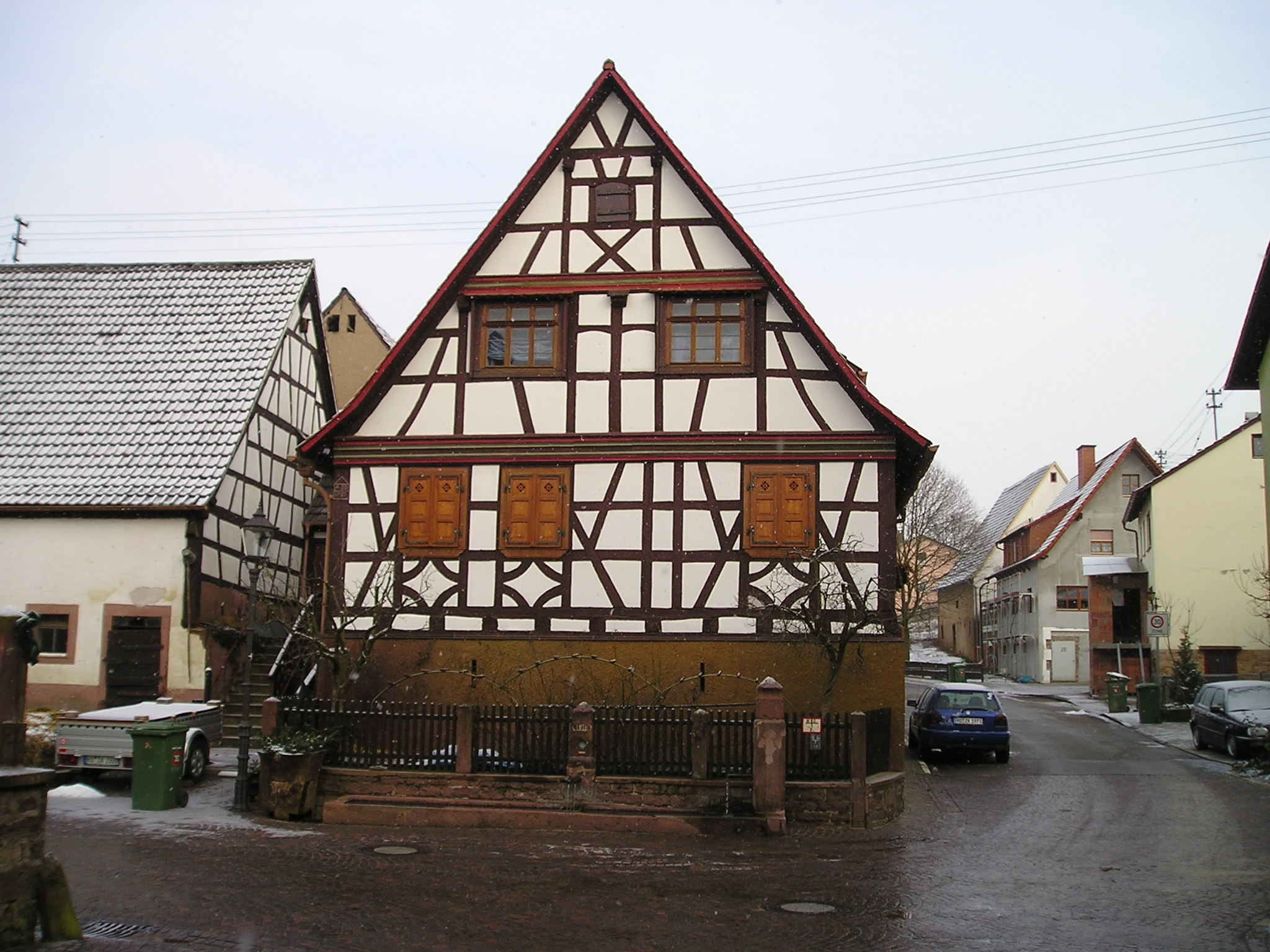
Maison à colombage à Epfenbach